# Blessing Okagbare
Blessing Okagbare (verheiratete Okagbare-Ighoteguonor; * 9. Oktober 1988 in Sapele) ist eine nigerianische Weitspringerin und Sprinterin. Okagbare war die erste Afrikanerin, die den 100-Meter-Lauf unter 10,80 s bestritt und war bis 2021 Afrikarekordhalterin im 200-Meter-Lauf mit 22,04 s.

## Sportliche Laufbahn
Erste internationale Erfahrungen sammelte Blessing Okagbare bei den Juniorenweltmeisterschaften 2006 in Peking, bei denen sie im Weit- und Dreisprung jeweils in der Qualifikation ausschied. Ein Jahr später gewann sie bei den Afrikaspielen in Algier mit 6,46 m die Silbermedaille im Weitsprung hinter der Südafrikanerin Janice Josephs und wurde im Dreisprung mit 13,77 m Vierte. Bei den Olympischen Spielen 2008 in Peking gewann sie mit ihrem persönlichen Rekord von 6,91 m ursprünglich die Bronzemedaille im Weitsprung hinter Maurren Higa Maggi aus Brasilien und Tatjana Lebedewa aus Russland. Da diese aber am 25. Januar 2017 des Dopings überführt wurde, wurde ihr die Silbermedaille aberkannt und Okagbare zugesprochen.
2009 qualifizierte sie sich über 100 Meter und im Weitsprung für die Weltmeisterschaften in Berlin, trat dort aber kurzfristig in beiden Bewerben nicht an. 2010 gewann Okagbare bei den Afrikameisterschaften in Nairobi drei Goldmedaillen, im Weitsprung, im 100-Meter-Lauf und mit der nigerianischen 4-mal-100-Meter-Staffel. Beim Continental-Cup im selben Jahr wurde sie Dritte über 100 Meter und Sechste im Weitsprung. 2011 erreichte Okagbare bei den Weltmeisterschaften in Daegu den fünften Platz über 100 Meter und trat über 200 Meter nicht an. Im Weitsprung scheiterte sie mit 6,36 m bereits in der Qualifikation, belegte aber mit der nigerianischen Stafette den sechsten Finalplatz. Bei den Afrikaspielen in Maputo gewann sie mit 6,50 m die Goldmedaille im Weitsprung sowie die Silbermedaille im 100-Meter-Lauf hinter ihrer Landsfrau Oludamola Osayomi.
2012 erfolgte die Teilnahme an den Afrikameisterschaften in Porto-Novo, bei denen sie mit 6,96 m die Goldmedaille im Weitsprung und Silber über 100 Meter hinter Ruddy Zang Milama aus Gabun gewann. Sie qualifizierte sich erneut für die Olympischen Spiele in London und belegte im Finale über 100 Meter mit 11,01 s den achten Rang. Im Weitsprung scheiterte sie mit 6,34 m in der Qualifikation und belegte mit der nigerianischen 4-mal-100-Meter-Staffel den vierten Rang. Weitere Bestleistungen und Rekorde folgten dann 2013. Im Weitsprung stellt sie am 19. Juli in Monaco mit 7,00 m eine neue persönliche Bestleistung auf, über die 100-Meter-Distanz verbesserte sie eine Woche darauf in London den Afrikarekord erst auf 10,86 s und dann auf 10,79 s. Bei den Weltmeisterschaften in Moskau gewann sie im Weitsprung mit 6,99 m die Silbermedaille hinter der US-Amerikanerin Brittney Reese sowie die Bronzemedaille über 200 Meter. Im 100-Meter-Lauf belegte sie im Finale mit 11,04 s den sechsten Platz.
2014 nahm Okagbare zum ersten Mal an den Commonwealth Games in Glasgow teil und gewann dort die Goldmedaillen über 100 und 200 Meter, sowie die Silbermedaille mit der nigerianischen Stafette. Im 100-Meter-Lauf stellte sie mit 10,85 s zudem einen neuen Meisterschaftsrekord auf. Daran anschließend gewann sie bei den Afrikameisterschaften in Marrakesch die Goldmedaillen über 100 Meter und mit der nigerianischen Staffel. 2015 qualifizierte sich Okagbare über 100 und 200 Meter für die Weltmeisterschaften in Peking. Während sie über 100 Meter im Finale den achten Platz belegte, ging sie über 200 Meter nicht an den Start und wurde dafür vom Direktor der Nationalen Sportkommission Nigerias, Al Hassan Yakmu, kritisiert und vorläufig für die Teilnahme an den Olympischen Spielen 2016 in Rio de Janeiro suspendiert. Diese Entscheidung wurde vom Nigerianischen Leichtathletikverband aber selben Tag aufgehoben. 2015 bestritt sie noch das Staffelrennen bei den Afrikaspielen in Brazzaville und gewann dort die Goldmedaille.
2016 erfolgte die Teilnahme an den Olympischen Spielen und schied dort über 100 und 200 Meter jeweils im Halbfinale aus. Mit der nigerianischen Staffel belegte sie im Finale den achten Rang. 2017 erreichte sie bei den Weltmeisterschaften in London über 100 Meter das Halbfinale und belegte im Weitsprungfinale mit 6,55 m den achten Rang. 2018 verbesserte sie bei einem Meeting in Texas den Afrikarekord von Evette de Klerk aus dem Jahr 1989 auf 22,04 Sekunden. Anschließend nahm sie erneut an den Commonwealth Games im australischen Gold Coast teil und gewann dort mit der nigerianischen Stafette in 42,75 s die Bronzemedaille hinter England und Jamaika. Im August siegte sie zudem mit der Staffel in 43,77 s bei den Afrikameisterschaften im heimischen Asaba und damit ihre siebte Goldmedaille bei diesen Wettkämpfen. Anschließend wurde sie beim Continental-Cup in Ostrava mit der afrikanischen Staffel disqualifiziert. Im Jahr darauf gelangte sie bei ihren vierten Afrikaspielen in Rabat über 100 Meter bis in das Halbfinale, in dem sie aber wegen eines Fehlstarts disqualifiziert wurde. Zudem kam sie in der Staffel im Vorlauf zum Einsatz, wodurch auch ihr die Goldmedaille zugesprochen wurde. Bei den Weltmeisterschaften in Doha fokussierte sie sich auf die 200 Meter, wurde dort aber wegen einer Bahnübertretung im Vorlauf disqualifiziert. Zudem erreichte sie mit der Staffel in 43,05 s nicht das Finale.
Okagbare ist 18-fache nigerianische Meisterin im Weit- und Dreisprung, sowie über 100 und 200 Meter. Blessing Okagbare studierte an der University of Texas at El Paso (UTEP) und wurde 2010 NCAA-Meisterin über 100 Meter sowie im Weitsprung. 2014 heiratete sie den nigerianischen Fußballer Igho Otegheri und startete danach in den Jahren 2017 und 2018 als Blessing Okagbare-Ighoteguonor.

### Dopingsperre
Für den 13. Juni 2021 war durch die Unabhängige Integritätskommission (AIU) des Leichtathletik-Weltverbandes World Athletics eine unangekündigte Dopingkontrolle bei dem offiziell geplanten Trainingsaufenthalt von Okagbare in Jacksonville, Florida beauftragt worden. Dem Beauftragten öffnete sie auf dessen Verlangen nicht und gab später an, ihn nicht gehört zu haben. Am 20. Juni 2021 wurde daraufhin in Lagos von ihr eine Urinprobe genommen. Während eines geplanten Aufenthalt in der Slowakei am 19. Juli 2021 wurde ihr eine Blutprobe entnommen. Der Weltleichtathletikverband gab das Vorliegen eines positiven Ergebnisses (unerlaubtes Wachstumshormon) am 30. Juli während der Olympischen Spiele in Tokio bekannt, an diesem Tag hatte Okagbare den 6. Vorlauf über 100 m gewonnen. Okagbare wurde disqualifiziert und von der weiteren Teilnahme an den Spielen ausgeschlossen, ihr Startplatz im ersten Halbfinallauf blieb unbesetzt. Sie wurde am 14. Februar 2022 vom Disziplinartribunal der AIU für insgesamt zehn Jahre wegen organisierten Dopings (in der Urinprobe vom 20. Juni wurde am 20. August 2021 auch Erythropoetin (EPO) nachgewiesen) und wegen fehlender Mitwirkung bei der Aufklärung gesperrt. Im Juni 2022 wurde die Sperre wegen bis dahin unbewerteter Vergehen auf elf Jahre erhöht. Im Rahmen einer vom FBI durchgeführten strafrechtlichen Ermittlung war zwischenzeitlich nachgewiesen worden, dass Okagbare entgegen ihren Einlassungen die unangekündigte Kontrolle am 13. Juni 2021 wissentlich verweigert und daneben bei der Beschaffung von verbotenen Substanzen für weitere olympiaqualifizierte Athleten mitgewirkt bzw. dies geplant hatte.

## Persönliche Bestleistungen
- 100 Meter: 10,79 s (+1,1 m/s), 27. Juli 2013, London (nigerianischer Rekord), ehemaliger Afrikarekord
  - 60 Meter (Halle): 7,18 s, 26. Februar 2010 in Houston
- 200 Meter: 22,04 s (+0,5 m/s), 24. März 2018 in Abilene (nigerianischer Rekord), ehemaliger Afrikarekord
  - 200 Meter (Halle): 23,52 s, 6. Februar 2010 in Lincoln
- Weitsprung: 7,00 m (0,0 m/s), 19. Juli 2013 in Monaco
  - Weitsprung (Halle): 6,87 m, 12. März 2010 in Fayetteville
- Dreisprung: 14,13 m (+2,0 m/s), 19. Mai 2007 in Lagos, ehemaliger nigerianischer Rekord und aktueller Juniorenafrikarekord
  - Dreisprung (Halle): 13,64 m, 16. Februar 2008 in Fayetteville